# Johanniterstraße (Düren)

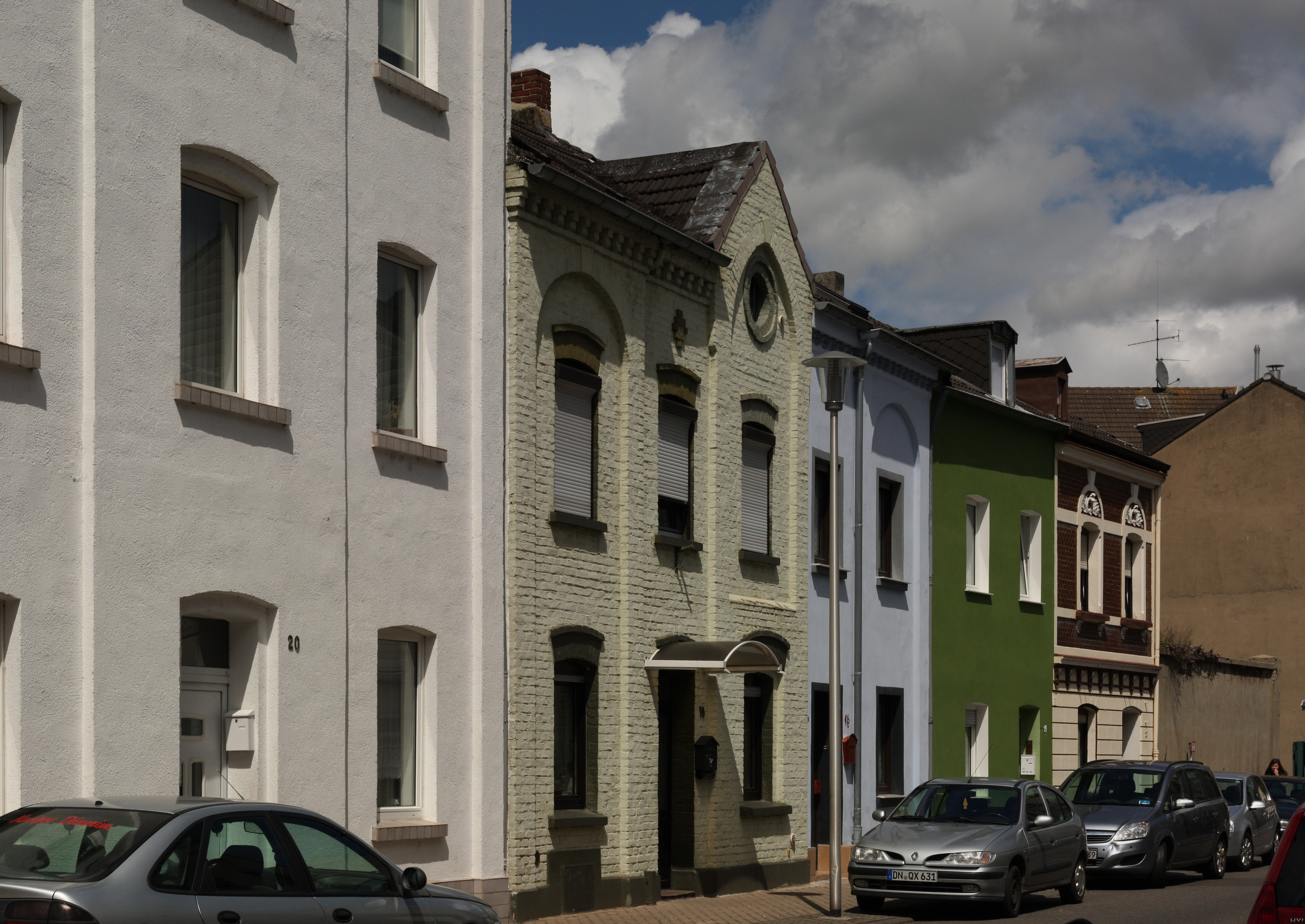
Die Johanniterstraße in Düren

Die Johanniterstraße in der Kreisstadt Düren (Nordrhein-Westfalen) ist eine Innerortsstraße.
Die Straße, die in Düren-Nord liegt, verbindet die Neue Jülicher Straße mit der Veldener Straße.

## Geschichte
Wie auch die Malteserstraße ist die Straße nach der schon 1290 in Düren nachweisbaren Johanniter-Kommende Velden benannt. Die Johanniter bekamen 1530 von Kaiser Karl V. die Insel Malta geschenkt. Seit dieser Zeit nannten sie sich Malteser.
Früher hieß die Straße Mühlengasse. Den Namen bekam der Weg 1881, weil am Schießbach an der Ecke Veldener Straße die Virnichsmühle lag. Sie wurde bei der Errichtung der Dürener Metallwerke an der Straßeneinmündung in das Werksgelände einbezogen.